# Великий Шуструй
Великий Шустру́й (рос. Большой Шуструй, ерз. Покш Шуструй) — село у складі Атюр'євського району Мордовії, Росія. Адміністративний центр Великошуструйського сільського поселення.
Населення — 180 осіб (2010; 194 у 2002).
Національний склад станом на 2002 рік:
- татари — 68 %
- мордва — 27 %